# Christian Derflinger
Christian Derflinger (* 2. Februar 1994 in Linz) ist ein österreichischer Fußballspieler.

## Karriere

### Verein
Derflinger begann seine Karriere in der Jugend vom LASK Linz und ASKÖ Pasching. Im Jahr 2003 kehrte er zu Linz zurück, von wo aus er 2008 im Alter von 14 Jahren für eine Ablösesumme von 280.000 Euro in die Jugend des FC Bayern München wechselte.
Im Jahr 2012 stieg er in die zweite Mannschaft von Bayern München in die Regionalliga Bayern auf. Dort absolvierte er innerhalb von zwei Saisons 25 Spiele und machte drei Tore. Außerdem bereitete er sieben Tore vor.
Zur Saison 2014/15 wechselte Derflinger ablösefrei in die zweite Mannschaft des Hamburger SV. Am 1. Spieltag absolvierte er das erste Spiel beim 4:0-Sieg gegen Goslarer SC 08. Eine Woche später schoss er beim 3:0-Sieg gegen Eintracht Norderstedt sein erstes Tor.
Zur Saison 2015/16 kehrte Derflinger in seine Heimat zurück und schloss sich dem Bundesligisten SV Grödig an. Er erhielt einen Zweijahresvertrag bis zum 30. Juni 2017 mit einer Option auf eine weitere Saison. Dort gab er am ersten Spieltag beim 2:1-Sieg gegen SCR Altach sein Pflichtspieldebüt, als er zur zweiten Halbzeit eingewechselt wurde.
Nachdem sich Grödig aus dem Profifußball zurückgezogen hatte, verließ Derflinger den Verein im Sommer 2016.
Im September 2016 wechselte er zurück nach Deutschland zur U23 der SpVgg Greuther Fürth in die viertklassige Regionalliga Bayern, bei der er einen bis Juni 2017 gültigen Vertrag erhielt. Im Frühjahr 2017 kam er zu zwei Einsätzen für die Profis der Fürther in der 2. Bundesliga. Bis Sommer 2018 war er weiterhin für die Fürther Regionalligamannschaft aktiv, bevor er in die Regionalliga West zu Viktoria Köln wechselte. Mit Viktoria Köln wurde Derflinger Meister der Regionalliga und stieg in die 3. Liga auf, erhielt jedoch im Anschluss keinen neuen Vertrag mehr.
Zur Saison 2019/20 verblieb der Mittelfeldspieler in der Regionalliga und unterschrieb einen für zwei Spielzeiten gültigen Vertrag beim SV Rödinghausen. In zwei Spielzeiten in Rödinghausen kam er zu 39 Regionalligaeinsätzen. Nach der Saison 2020/21 verließ er den Verein. Daraufhin wechselte er im September 2021 zur ebenfalls viertklassigen VSG Altglienicke. Für Altglienicke kam er zu 26 Regionalligaeinsätzen, in denen er zehnmal traf.
Zur Saison 2022/23 wechselte er weiter innerhalb Deutschlands zu den Kickers Offenbach, wo er auf seine Landsmänner Philipp Hosiner und Osarenren Okungbowa traf. Nach der Saison 2023/24 verließ er Offenbach. Im Anschluss wechselte Derflinger im August 2024 zum Ligakonkurrenten FC 08 Villingen.

### Nationalmannschaft
Für die österreichische U16-Nationalmannschaft absolvierte er fünf Spiele, wobei ihm zwei Tore gelangen. Für die U17 absolvierte er sieben Spiele mit vier Toren. In der U18 kam er in zwei Spielen zu Einsatzzeiten und in der U19 schoss er ein Tor in seinem einzigen Spiel. 2015 kam er zu zwei Einsätzen für die U21.

## Titel und Erfolge
Viktoria Köln
- Meister der Regionalliga West 2018/19 und Aufstieg in die 3. Liga